# Liste der Monuments historiques in Apremont-la-Forêt
Die Liste der Monuments historiques in Apremont-la-Forêt führt die Monuments historiques in der französischen Gemeinde Apremont-la-Forêt auf.

## Liste der Immobilien
| Bezeichnung                 | Beschreibung | Standort                        | Kennzeichnung | Schutzstatus | Datum | Bild           |
| --------------------------- | --- | ------------------------------- | ------------- | ------------ | ----- | -------------- |
| Johanniterkommende Marbotte | zunächst Templerkommende; Kapelle, Anfang des 13. Jahrhunderts; Konventsgebäude, 15. und 16. Jahrhundert; Wirtschaftshof und Einfriedung, 17. und 18. Jahrhundert | südwestlich von Marbotte (Lage) | PA00132645    | Inscrit      | 1994  | weitere Bilder |

## Liste der Objekte
| Bezeichnung            | Beschreibung                                            | Standort                                                | Kennzeichnung | Schutzstatus | Datum | Bild |
| ---------------------- | ------------------------------------------------------- | ------------------------------------------------------- | ------------- | ------------ | ----- | ---- |
| Skulptur Heilige Fides | Holz, farbig gefasst, erste Hälfte des 19. Jahrhunderts | in der Kirche Nativité-de-la-Bienheureuse-Vierge (Lage) | PM55002628    | Inscrit      | 2007  |      |